# Il ritorno di Ironside
Il ritorno di Ironside (The Return of Ironside) è un film per la televisione del 1993, diretto da Gary Nelson e interpretato da Raymond Burr.

## Trama
Quando un potente capo della polizia viene brutalmente assassinato, immediatamente i sospetti ricadono su un dipartimento
già indiziato per corruzione. Famoso per la sua professionale perseveranza nel condurre le indagini, il commissario Robert Ironside, da poco ritiratosi dal servizio, viene richiamato con l'incarico di far luce su questo delicato e quanto mai controverso caso di omicidio. Ironside si mette subito sulle tracce dell'assassino, ma quando scopre che la bellissima figlia del suo ex assistente può essere coinvolta come complice, si troverà di fronte ad un logorante dilemma: calpestare i sentimenti personali e perseverare nelle indagini o abbandonare il caso? Qualsiasi decisione Ironside prenda, il prezzo da pagare sarà alto.

## Curiosità
- È l'ultima interpretazione di Raymond Burr, morto nello stesso anno dell'uscita del film.
- Il film TV è un seguito (reunion) della serie televisiva Ironside e vede il ritorno di alcuni attori presenti nella serie: oltre al protagonista Raymond Burr ritornano anche Don Galloway, Don Mitchell, Barbara Anderson e Elizabeth Baur